# 垣見隆
垣見 隆（かきみ たかし、1942年〈昭和17年〉12月27日 - ）は、日本の警察官僚。弁護士。元警察大学校長。静岡県浜松市出身。

## 来歴
東京大学法学部卒業後、警察庁に入庁。警察庁長官官房審議官(警備局担当)、警察庁長官官房長を経て、1993年（平成5年）刑事局長に就任。
一連のオウム真理教事件に対する捜査の最高責任者であった。
1995年（平成7年）警察大学校長に異動。本人は更迭と受け止めた。1996年（平成8年）、退職勧奨を受け満53歳で退官。
1999年（平成11年）に弁護士登録し、以後、住友電気工業、日本コムシス、コムシスホールディングス、熊谷組で監査役を務めた。

## 略歴
- 静岡県立浜松北高等学校卒業
- 1964年（昭和39年）9月24日 国家公務員採用上級甲種試験（法律）合格
- 1964年（昭和39年）9月26日 司法試験第二次試験合格
- 東京大学法学部卒業
- 1965年（昭和40年）4月 警察庁入庁
- 警視庁警務部参事官
- 1986年（昭和61年）2月14日 福井県警察本部長
- 1987年（昭和62年）6月16日 警察庁刑事局捜査第二課長
- 1989年（平成元年）4月1日 警察庁刑事局刑事企画課長
- 1990年（平成2年）4月3日 警察庁警務局人事課長
- 1991年（平成3年）1月11日 警察庁長官官房審議官（警備局担当）
- 1992年（平成4年）9月18日 警察庁長官官房長
- 1993年（平成5年）9月10日 警察庁刑事局長
- 1995年（平成7年）9月8日 警察大学校長
- 1996年（平成8年）8月20日 退官
- 1999年（平成11年）4月1日 司法修習修了、弁護士登録（第一東京弁護士会）
- 1999年（平成11年）4月 日比谷法律事務所入所
- 1999年（平成11年）6月 日本コムシス株式会社監査役
- 2001年（平成13年）6月 住友電気工業株式会社監査役
- 2003年（平成15年）9月 コムシスホールディングス株式会社監査役
- 2003年（平成15年）10月 尚友法律事務所入所
- 2008年（平成20年）6月 株式会社熊谷組監査役

## 垣見隆を演じた俳優
- 松澤一之 - 「NHKスペシャル 未解決事件 file.04 オウム真理教 地下鉄サリン事件」（2015年3月20日放送）

## 著作
- 手塚和彰, 五十嵐浩司, 横手拓治, 吉田伸八 編『地下鉄サリン事件はなぜ防げなかったのか：元警察庁刑事局長30年後の証言』朝日新聞出版、2025年。ISBN 9784022520319。

| スタブアイコン | サブスタブ | この項目は、まだ閲覧者の調べものの参照としては役立たない、人物に関連した書きかけの項目です。この項目を加筆・訂正などしてくださる協力者を求めています（P:人物伝/PJ:人物伝）。 |